# Дзвенигород

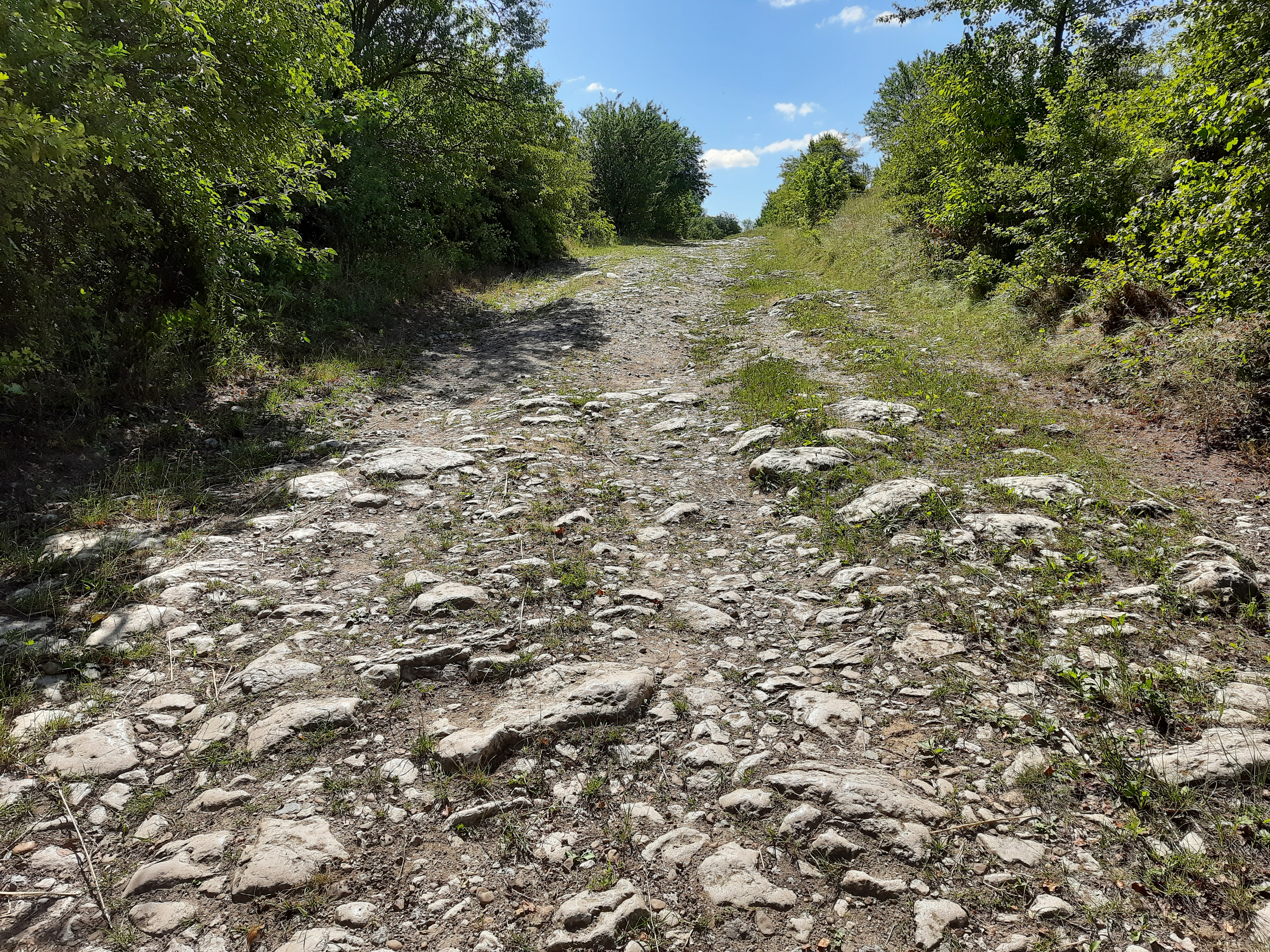
Стара дорога з Дзвенигорода на Трубчин

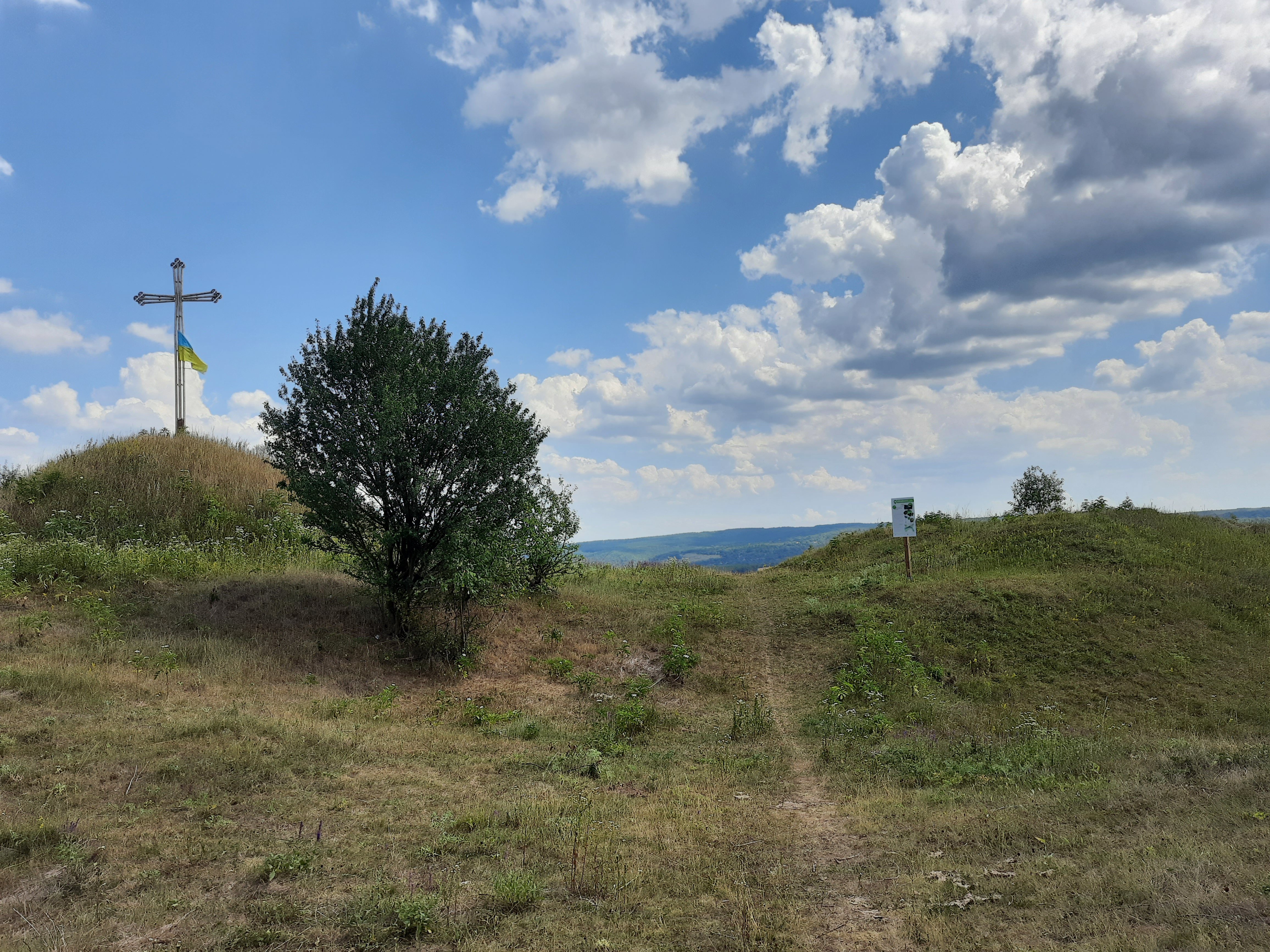
Дзвенигородське городище біля села

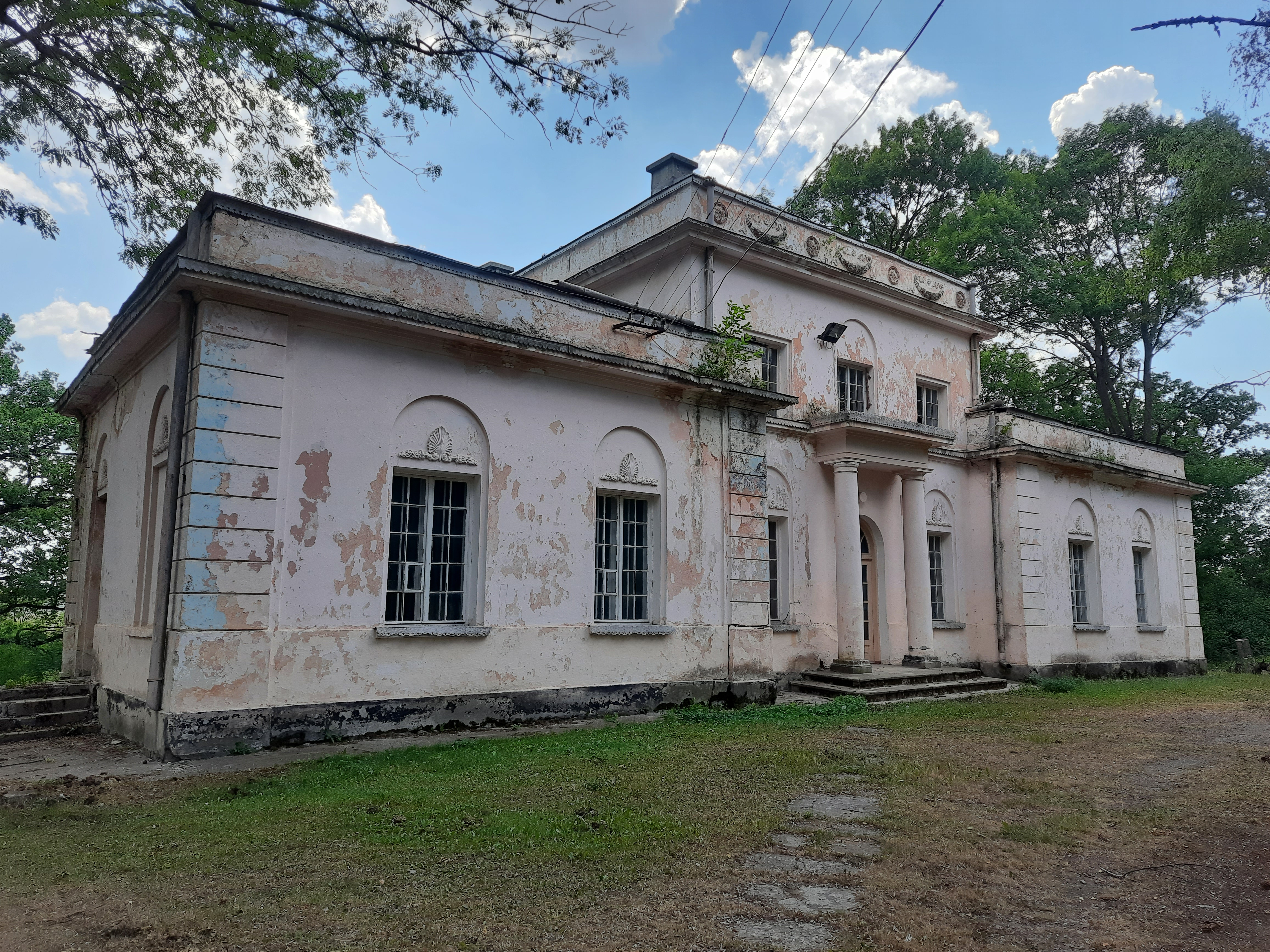
Будинок Оскара Кімельмана

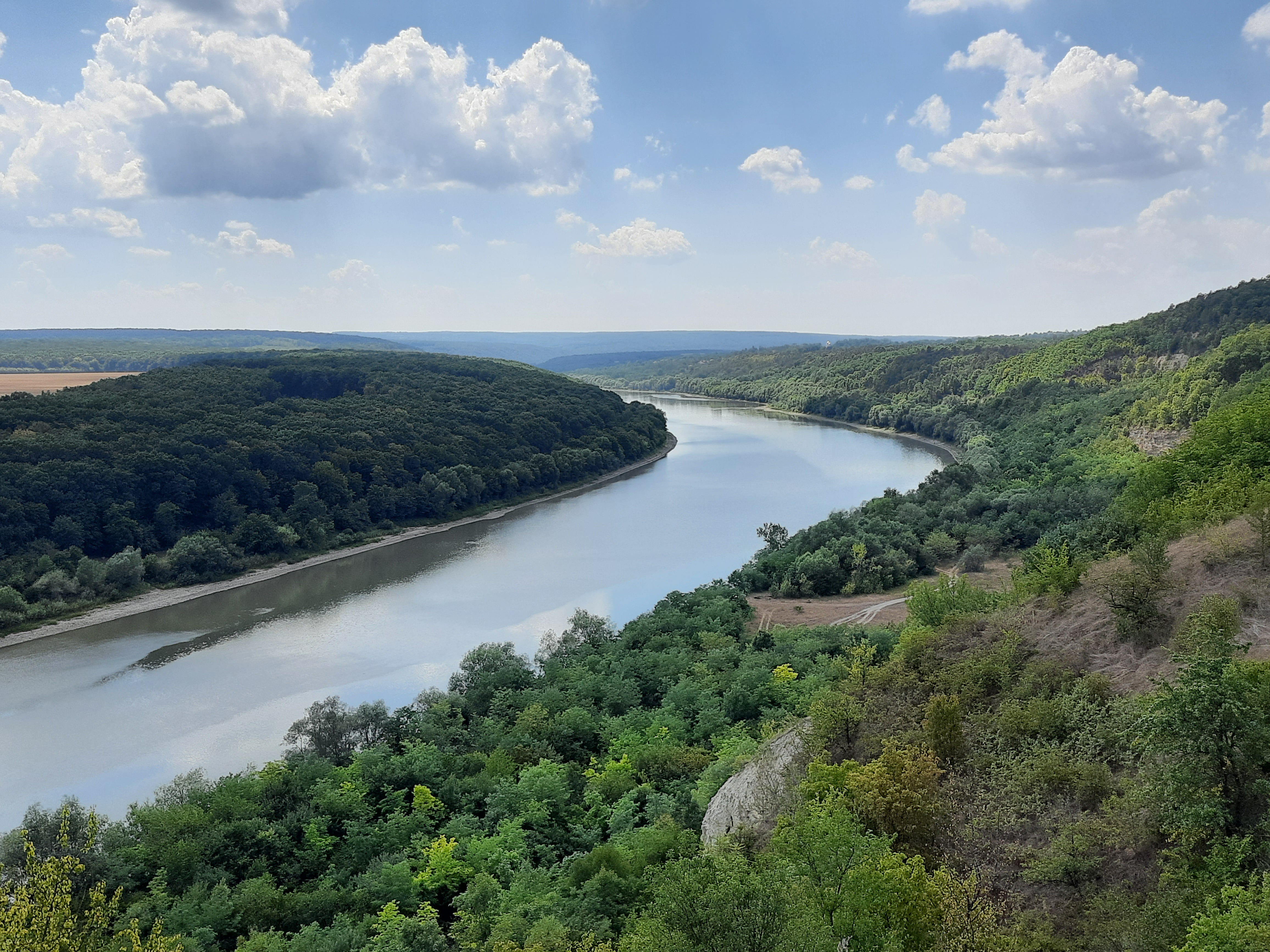
Вигляд на Дністер з Дзвенигородського городища

Дзвени́город — село (колишнє містечко) на південному сході Мельнице-Подільської селищної громади Чортківського району Тернопільської області. До 2015 підпорядковане Урожайнівській сільраді. 
Від вересня 2015 року ввійшло у склад Мельнице-Подільської селищної громади.  Розташоване на Дністрі.
Населення — 266 осіб (2003).

## Географія
Село розташоване на відстані 372 км від Києва, 122 км — від обласного центру міста Тернополя та 33 км від міста Борщів.

### Клімат
Для села характерний помірно континентальний клімат. Дзвенигород розташований у «теплому Поділлі» — найтеплішому регіоні Тернопільської області.
| Клімат Дзвенигорода       | Клімат Дзвенигорода | Клімат Дзвенигорода | Клімат Дзвенигорода | Клімат Дзвенигорода | Клімат Дзвенигорода | Клімат Дзвенигорода | Клімат Дзвенигорода | Клімат Дзвенигорода | Клімат Дзвенигорода | Клімат Дзвенигорода | Клімат Дзвенигорода | Клімат Дзвенигорода | Клімат Дзвенигорода |
| Показник                  | Січ.                | Лют.                | Бер.                | Квіт.               | Трав.               | Черв.               | Лип.                | Серп.               | Вер.                | Жовт.               | Лист.               | Груд.               | Рік                 |
| Середній максимум, °C     | −1                  | 0,8                 | 6,2                 | 14,7                | 20,4                | 23,4                | 24,3                | 23,9                | 20,1                | 13,8                | 6,5                 | 1,5                 | 12                  |
| Середня температура, °C   | −4,5                | −2,7                | 2,0                 | 9,3                 | 14,8                | 18,0                | 19,1                | 18,5                | 14,7                | 9,0                 | 3,2                 | −1,5                | 8                   |
| Середній мінімум, °C      | −7,9                | −6,2                | −2,1                | 3,9                 | 9,2                 | 12,6                | 14,0                | 13,1                | 9,4                 | 4,3                 | 0,0                 | −4,4                | 3                   |
| Норма опадів, мм          | 32                  | 31                  | 32                  | 53                  | 73                  | 100                 | 98                  | 63                  | 52                  | 34                  | 34                  | 37                  | 639                 |
| ------------------------- | ------------------- | ------------------- | ------------------- | ------------------- | ------------------- | ------------------- | ------------------- | ------------------- | ------------------- | ------------------- | ------------------- | ------------------- | ------------------- |
| Джерело: climate-data.org |                     |                     |                     |                     |                     |                     |                     |                     |                     |                     |                     |                     |                     |

## Історія
Поблизу Дзвенигорода виявлено археологічні пам'ятки поморської та давньоруської культур.
Польські дослідники XIX століття Міхал Балінський i Тимотеуш Ліпінський вважали, що записи у давніх руських літописах про місто Звенигород стосуються цього придністровського села (наприклад, за 1126 рік). Згідно з ними, за це місто сперечалися князі з роду Рюриковичів, після 1199 (часу створення Галицько-Волинського князівства) Дзвенигород був певний час столицею окремого Звенигородського князівства. В 1126 році дістався від батька в спадок Володимирку Володаровичу. Останнім володарем замку був Михайло Всеволодович, званий Звенигородським. У 1240 був повністю спалений монголами. Втім, набагато ймовірніше, що всі ці події відбувалися на місці теперішнього села Звенигород Львівської області.
З другої половини XIV століття Дзвенигород, як і все Поділля, був під владою князів Коріятовичів, які на місці старого городища збудували дерев'яний замок, який пізніше належав князям Острозьким. У 1516 році замок спалений татарами. У 1570 він ще стояв спустошеним.
2 жовтня 1656 польський король Ян ІІ Казимир надав вінницькому старості (майбутньому брацлавському воєводі) Анджею Потоцькому села Звенигород, Дзвиняч, Вовківці, Латківці, Бабинці, Трубчин на Поділлі, які пізніше були «доживоттям» його дружини.
1716 року під час ремонтних робіт у Дзвенигородському замку виявили багато людських кісток. Також було знайдено мармурову гробницю (довжиною 4,5 м) з кістками. Щоби всі ці кістки вивезти, знадобилося до 1000 возів.
У перепису 1765 року про замок не було згадано, лише про невеликі будівлі та незначну кількість людей. Старостою на той час був Адам Пісаржевський. Останнім (1772) дзвенигородським старостою був Казимир Ценський (Ціонський).
На початку 19 століття містечком володіла графиня Катерина Коссаковська. Близько 1830 року Дзвенигород купив Теодор Кеншицький. У XIX столітті тут було налагоджене виробництво тютюну й діяла гуральня.
На початку XX ст. син Теодора Кеншицького, Олександер (одружений з Ядвігою Ліпською) продав маєток Кімельманам. Оскар Кімельман мав закладені після 1931 виноградники й займався виноробством.
У 1920–1939 рр., коли Дзвенигород був частиною Польщі, у селі діяло товариство «Просвіта».
12 червня 2020 року, відповідно до розпорядження Кабінету Міністрів України № 724-р «Про визначення адміністративних центрів та затвердження територій територіальних громад Тернопільської області» увійшло до складу Мельнице-Подільської селищної громади.
19 липня 2020 року, в результаті адміністративно-територіальної реформи та ліквідації Борщівського району, село увійшло до складу Тернопільського району.

## Населення
У 1810 в селі були 72 житлових будинки, 51 родина та 213 мешканців.
У 1887 в Дзвенигороді було 76 будинків і проживало 437 людей (114 римо-католиків, 266 греко-католиків, 56 юдеїв).
За даними перепису населення 2001 року, населення села за рідною мовою розподілялося так:
Розподіл населення за рідною мовою за даними перепису 2001 року:
| Мова       | Кількість | Відсоток |
| ---------- | --------- | -------- |
| українська | 268       | 99.63%   |
| російська  | 1         | 0.37%    |
| Усього     | 269       | 100%     |

## Символіка

### Герб
Автор — А.Шнайдер.
У перетятому лазуровим та червоним щиті в першій частині давній Дзвенигородський замок, у другій частині срібний хвилястий пояс. Автор таким способом хотів засвідчити пам'ять про військові випробування, які випали на долю містечка. Не виключено, що певну роль при цьому відіграв і широковідомий факт знайдення масового поховання оборонців замку.

## Пам'ятки

### архітектури
- мурована церква Успіння Пресвятої Богородиці (збудована 1801 року в стилі класицизму, перебудована в 1861)
- будинок Оскара Кімельмана
- вали городища та пізнішого замку — збереглися поблизу церкви, біля струмка (у північному валі видно місце давньої в'їзної брами).
- могила на честь вояків УПА (насипана 1993 року)

#### Будинок Оскара Кімельмана
Класицистичний палац Кеншинських був повністю спалений під час Першої світової війни, а на його місці Кімельмани збудували новий, який добре зберігся до наших часів (колони, балюстради, камін, дерев'яні паркет і сходи на другий поверх із перилами, а також австрійська кахельна грубка). Спорудження тривало у 1927—1928 роках, архітектор Іван Багенський. За будовою новий палац подібний на віллу Антонія Увєри, що на вулиці Франка, 150 у Львові, зведену двома роками раніше.
Раніше у цьому приміщенні діяла загальноосвітня школа I–II ступеня.Тепер воно стоїть пусткою. 

Біля нього побудували літні будиночки для відпочинку студентів і викладачів Тернопільський Педагогічний Університет

### природи
- Дзвенигородське відслонення силуру
- Дзвенигородські дуби
- Дзвенигородська степова ділянка № 1
- Дзвенигородська степова ділянка № 2
- Дзвенигородські водоспади